# Preconceito linguístico
Entende-se como preconceito linguístico ou glotofobia o julgamento depreciativo contra determinadas variedades linguísticas. Segundo a linguista Marta Scherre, o "julgamento depreciativo, desrespeitoso, jocoso e, consequentemente, humilhante da fala do outro ou da própria fala" geralmente atinge as variedades associadas a grupos de menor prestígio social.
O preconceito linguístico tem como consequências, a acentuação dos demais preconceitos a ele relacionados, como o preconceito cultural, o racismo, a homofobia etc.  Ao ser constrangido, devido ao fato de sua fala não estar de acordo com a norma culta da língua, o falante pode apresentar características como medo e inferioridade.

## Variação linguística e preconceito
Existem quatro modalidades que explicam as variantes linguísticas:
1. Variação histórica (palavras e expressões que caíram em desuso com o passar do tempo);
2. Variação geográfica (diferenças de vocabulário, pronúncia de sons e construções sintáticas em regiões falantes do mesmo idioma);
3. Variação social (o desempenho linguístico do falante provém do meio em que vive, sua classe social, faixa etária, sexo e grau de escolaridade);
4. Variação estilística (cada indivíduo possui uma forma e estilo de falar próprio, adequando-o de acordo com a situação em que se encontra)